# Cururu (dança)
Cururu é um ritmo musical e dança folclórica brasileira típica do estado de São Paulo. Originou-se na capital e se expandiu para o interior do estado, onde ganhou proeminência na região do Médio Tietê, e para outros estados, em especial para a região Centro-Oeste (Mato Grosso e Mato Grosso do Sul), onde é típica das festas dos santos padroeiros, principalmente do Divino Espírito.
O tieteense Cornélio Pires foi o principal nome propagador do Cururu. Em 1910, ele reuniu cantores do interior paulista e os levou para a capital, o que deu ainda mais notoriedade ao estilo caipira de cantar. Cidades como Sorocaba, Piracicaba, Laranjal Paulista, Tatuí, Conchas, Tietê, Itapetininga, Porto Feliz e Angatuba são fortes reflexo dessa manifestação popular. Os instrumentos musicais utilizados são viola de cocho e ganzá, tocados por homens que improvisam toadas em tons de desafio, com dois violeiros a disputar versos e repentes. Apesar disso, o Cururu é um estilo único e próprio dos paulistas, e diferencia-se dos repentes nordestinos e do siriri do Mato Grosso.

## Etimologia
A origem do nome também é controversa. Há duas teorias: uma, que diz que vem de "caruru", uma planta que era cozida com o feijão servido antes do início das orações e da dança; e outra que remete a origem ao sapo-cururu.

## História
Há várias hipóteses para a origem do cururu. Alguns pesquisadores afirmam que é uma dança de origem tupi-guarani, de função ritualística. Hoje, como outras tradições folclóricas, está deixando de ser passada para as novas gerações.
A origem da terminologia "Cururu", refere-se às manifestações de festas indígenas praticadas pelos nossos povos Bororos, cujas aldeias às margens do rio São Lourenço dançam o "Bacururu", um pouco diferente do "Cururu", onde os indígenas dançam em roda, mudando apenas o ritmo. Acredita-se, que a variação do termo "Bacururu" tenha dado origem ao "Cururu", devido à proximidade dos habitantes da zona rural, com as aldeias dos nativos.
Alguns estudiosos afirmam que a dança tem suas raízes na cultura tupi-guarani e foi influenciada pelo misticismo indígena e pela cultura dos escravos africanos. Inicialmente, os jesuítas utilizavam a dança em suas catequeses, evoluindo depois para rituais festivos religiosos e, atualmente, pode ser apenas cantada, em forma de versos e desafios. O Cururu ganhou reconhecimento nacional quando foi apresentado como espetáculo ao público por Cornélio Pires em 1910. 

## Características
Atualmente, no Centro-Oeste ainda é dançada nas festas do Divino e de São Benedito. Em São Paulo, ela é mais um desafio de violeiros. São usados a viola-de-cocho e o ganzá. Nos desafios, cada violeiro desafia o outro, como um repentista. O tempo é marcado pela viola e pelo público, que acompanha cada verso e resposta.
A dança Cururu tem caráter religioso, por isso é importante que aqueles que a praticam, chamados de cururueiros, conheçam a vida dos santos. Nas festas religiosas, o Cururu marca o início das rezas. Os cururueiros cantam a história dos santos, levantam o mastro, rezam e recitam ladainhas em homenagem ao santo. 
Nas festas religiosas o cururu é cantado e dançado somente pelos homens. O ponto alto da apresentação é o momento em que o Divino "pousa", quando o cururueiro (ou canturião) canta e saúda a sua chegada. Nesse momento ele deve mostrar sua habilidade em citar versos bíblicos e a partir deles criar histórias cujo rumo ele determinará, como uma narrativa. Entretanto, hoje os temas são mais livres, podendo incluir conteúdo político, social e até esportivo.
Os instrumentos utilizados como a Viola de Cocho são fabricados pelos próprios cururueiros, geralmente utilizando materiais naturais da região, como os encontrados no cerrado e no pantanal. 

## Cultura
Ao longo dos anos, o Siriri e Cururu eram danças que só aconteciam nas comunidades perto dos rios. Porém, há mais de 20 anos, ambas as danças começaram ser apresentadas em palcos e se tornaram popular em todos os grupos sociais. Por exemplo, muitos grupos começaram se apresentar e participar do tradicional Festival de Siriri e Cururu, que acontece em Cuiabá e atrai muitos visitantes.
O Festival começou a ocorrer em Cuiabá no início dos anos 2000. O evento reúne grupos de várias partes de Mato Grosso, como de Mimoso, Planalto da Serra, Figueiral, São Pedro de Joselândia, Chapada dos Guimarães, Cáceres,  Santo Antônio do Leverger, Tangará da Serra, Barão de Melgaço, Nossa Senhora do Livramento e Poconé. O Festival não tem um lugar ou datas fixas para acontecer. Já foi realizado no Museu do Rio, na Praça do Siriri e do Cururu, improvisada no bairro do Porto, no Parque de Exposição da Associação dos Criadores de Mato Grosso (Acrimat), entre outros lugares.
Com o passar dos anos, o Festival vem ganhando dimensões significativas. Por exemplo, em 2010,na sua 9ª edição, houve a maior participação de grupos, com 36 no total. Na 15ª edição, ocorreu o maior público até então, com cerca de 30 mil pessoas presentes. Além das danças, no Festival também há feiras de comida e artesanato de Mato Grosso. O artesanato é uma marca importante dos povos ribeirinhos e artesãos do estado.